# Gert Jochems
Gert Jochems (30 oktober 1971) is een voormalig Belgisch voetballer, die bij voorkeur speelde als verdediger. Hij is ook voormalig voetbaltrainer en huidig technisch directeur van KFC Zwarte Leeuw. Hij speelde voor de club uit Rijkevorsel 424 wedstrijden. 

## Carrière als speler

### Zwarte Leeuw (I)
Jochems stroomde vanuit de jeugd van KFC Zwarte Leeuw door naar het eerste elftal, op het moment dat de club in Tweede klasse speelde. Hij speelde in twee seizoenen op het op één na hoogste niveau van het Belgisch voetbal 34 wedstrijden. In zijn eerste seizoen bij het eerste elftal konden de Leeuwen zich nipt handhaven in Tweede klasse. Ze eindigden op een dertiende plaats in het klassement met 24 punten. Een jaar later degradeerde de club echter toch. Zwarte Leeuw eindigde als laatste en zakte, samen met KFC Turnhout, naar Derde klasse. Op dat niveau speelde Jochems voor de Leeuwen 92 wedstrijden.

### Poederlee
In 1996 verliet Jochems Zwarte Leeuw kortstondig voor één seizoen bij KFC Poederlee, dat op dat moment, net als de Leeuwen in Derde klasse speelde. Gedurende dat jaar speelde Jochems onder meer samen met Gino Swaegers, die mee vertrokken was bij Zwarte Leeuw, en Björn Smits.

### Zwarte Leeuw (II)
In 1997 keerde Jochems terug naar het vertrouwde nest, KFC Zwarte Leeuw, om er niet meer te vertrekken. De club was intussen gezakt naar Vierde klasse en bleef er gedurende tien seizoenen, alvorens voor het eerst in 33 jaar te verdwijnen uit het nationale voetbal en te degraderen naar Eerste provinciale. In alle jaren in Vierde klasse en het eerste jaar in Eerste provinciale bleef Jochems een vaste waarde in de Rijkevorselse ploeg. In zijn tweede periode in Rijkevorsel speelde Jochems 297 wedstrijden, waarin hij elf keer kon scoren. In 2008 hing Jochems zijn voetbalschoenen aan de haak, maar hij verliet de club niet. Hij bleef bij Zwarte Leeuw, als assistent-trainer onder Serge Geldof. 
Op 17 oktober 2009 kwam Jochems voor één wedstrijd terug uit zijn voetbalpensioen. Zwarte Leeuw won toen 0-1 op het veld van Leopoldsburg.

## Statistieken als speler
| Seizoen | Club             | Land   | Competitie         | Wedstrijden | Doelpunten |
| ------- | ---------------- | ------ | ------------------ | ----------- | ---------- |
| 1991/92 | KFC Zwarte Leeuw | België | Tweede klasse      | 6           | ?          |
| 1992/93 | KFC Zwarte Leeuw | België | Tweede klasse      | 28          | ?          |
| 1993/34 | KFC Zwarte Leeuw | België | Derde klasse       | 31          | ?          |
| 1994/95 | KFC Zwarte Leeuw | België | Derde klasse       | 30          | ?          |
| 1995/96 | KFC Zwarte Leeuw | België | Derde klasse       | 31          | ?          |
| 1996/97 | KFC Poederlee    | België | Derde klasse       | ?           | ?          |
| 1997/98 | KFC Zwarte Leeuw | België | Vierde klasse      | 28          | 1          |
| 1998/99 | KFC Zwarte Leeuw | België | Vierde klasse      | 29          | 0          |
| 1999/00 | KFC Zwarte Leeuw | België | Vierde klasse      | 29          | 1          |
| 2000/01 | KFC Zwarte Leeuw | België | Vierde klasse      | 27          | 5          |
| 2001/02 | KFC Zwarte Leeuw | België | Vierde klasse      | 29          | 1          |
| 2002/03 | KFC Zwarte Leeuw | België | Vierde klasse      | 26          | 1          |
| 2003/04 | KFC Zwarte Leeuw | België | Vierde klasse      | 28          | 2          |
| 2004/05 | KFC Zwarte Leeuw | België | Vierde klasse      | 26          | 0          |
| 2005/06 | KFC Zwarte Leeuw | België | Vierde klasse      | 26          | 0          |
| 2006/07 | KFC Zwarte Leeuw | België | Vierde klasse      | 24          | 0          |
| 2007/08 | KFC Zwarte Leeuw | België | Eerste provinciale | 25          | 0          |
| 2009/10 | KFC Zwarte Leeuw | België | Eerste provinciale | 1           | 0          |
| Totaal  | Totaal           | Totaal | Totaal             | ?           | ?          |

## Trivia
Op zondagnamiddag 11 juni 2000 speelde KFC Zwarte Leeuw een oefenwedstrijd tegen de Rode Duivels. De Belgische nationale ploeg had de dag ervoor 's avonds de openingswedstrijd van het EK 2000 met 2-1 gewonnen van Zweden en bondscoach Robert Waseige vond een oefenwedstrijd op zondag de perfecte extra oefening voor de spelers die niet (lang) in actie kwamen tegen Zweden. De wedstrijd ging door op het veld van KFC De Kempen, het Staf Janssensstadion, voor 2200 toeschouwers. De uitslag van de wedstrijd werd 6-1. Voor de Duivels scoorden Mbo Mpenza, Luc Nilis, Gilles De Bilde (2x), Johan Walem en Bob Peeters. In minuut 79 scoorde Jochems het enige doelpunt voor Zwarte Leeuw. Om te kunnen wisselen speelden drie Leeuwen mee met de Duivels: Kevin Franssen, Bob Mous en Toon Spreeuwers.